# Longueuil–Université-de-Sherbrooke (métro de Montréal)
Pour les articles homonymes, voir Longueuil (homonymie).
Longueuil–Université-de-Sherbrooke, anciennement Longueuil, est la station terminus est de la ligne jaune du métro de Montréal. Elle est située sous la place Charles-Lemoyne dans l'arrondissement Le Vieux-Longueuil à Longueuil près de Montréal, dans la province de Québec au Canada. 
Elle constitue un nœud névralgique des transports en commun sur la Rive-Sud de Montréal. La majorité des correspondances entre le métro et les autobus de la Rive-Sud s'effectue au terminus Longueuil, soit l'un des terminus métropolitains les plus achalandés de la grande région de Montréal.

## Situation sur le réseau

Plan du métro en 2021

Établie en souterrain, Longueuil–Université-de-Sherbrooke est la station terminus est de la ligne jaune du métro de Montréal. Elle est située avant la station Jean-Drapeau, en direction du terminus Berri-UQAM.
Elle dispose des deux voies de la ligne encadrées par deux quais latéraux. Pour installer des ascenseurs à cette station, la STM doit demander l'autorisation de la Ville de Longueuil parce que les trains, quais et tourniquets appartiennent à Montréal, mais les escaliers d'entrées, de sorties et l'édicule appartiennent à Longueuil et à la RTL, ce qui complique l'installation.

## Histoire
La nouvelle ligne 4 (depuis renommée jaune) est inaugurée le 31 mars 1967, mise en service le lendemain, elle commence à fonctionner mais ne dessert que le chantier, en cours de finition du site de l'Exposition universelle de 1967. La mise en service réelle de la ligne et donc de la station terminus Longueuil a lieu le 28 avril 1967, le lendemain de l'ouverture de l'expo. Elle doit son nom au fait qu'elle est la seule station de métro à se situer dans la ville de Longueuil. La ville a été  nommées ainsi en référence à un possible village de Normandie berceau originaire de Charles Le Moyne de Longueuil, premier baron de Longueuil,.
En 1972, une deuxième étage est ajoutée à l'édicule, et en 1973 une passerelle relie le nouvel étage à l'immeuble voisinant, le Port-de-Mer.
La station Longueuil est officiellement renommée Longueuil–Université-de-Sherbrooke le 26 septembre 2003, en présence du président de la STM, Claude Dauphin, et du recteur de l'Université de Sherbrooke, Bruno-Marie Béchard. Cette modification a été acceptée le 13 août par la commission de toponymie du Québec, qui a considéré que le campus de l'université avec ses 10 000 personnes rattachées est un pôle important de la métropole. L'université porteur de la demande, prend en charge le coût de la mise à jour des signalisations dans le métro. La station est devenue, en 2002, la cinquième du réseau par sa fréquentation de plus de sept millions d'entrants par an.
En juin 2021, la ville de Longueuil, en collaboration avec le promoteur Devimco, a annoncé son projet du nouveau centre-ville entournant l'édicule de métro enclavé entre le pont Jacques-Cartier et la route 132. Devimco Immobilier prévoit la création de plus de 1 200 unités d'habitation ainsi que des espaces pour l'implantation de commerces de proximité à l'intérieur de ses quatre tours résidentielles. Le projet a débuté en 2021 par la construction d'une première tour. Le 20 janvier 2022, le passage intérieur qui relie l'Atrium de l'Université de Sherbrooke à la station a été fermé. Le 7 mars 2022, l'entrée de la place Charles-Le Moyne a été fermée et le seul accès au métro et au terminus d'autobus est l'entrée du Terminus Longueuil situé au 900, rue De Sérigny.

## Services aux voyageurs

### Accès et accueil
- 90, Place Charles-Le Moyne[5], Longueuil.

Cet édicule comporte quatre sorties principales: Une vers la Place Charles-Le Moyne,en passant par Université-de-Sherbrooke une vers la rue de Sérigny, une vers la rue du Terminus et la dernière vers un débarcadère de bus et de taxis.
Un énorme terminus d'autobus de la RTL constitue l'unique édicule.

### Desserte
Longueuil–Université-de-Sherbrooke est desservie par les rames de la ligne jaune du métro de Montréal. Le premier passage à lieu tous les jours à 5 h 30 et le dernier passage à 1 h en semaine et le dimanche et à 1 h 30. Les fréquences de passage sont de 3 à 10 minutes suivant les périodes.

Installations
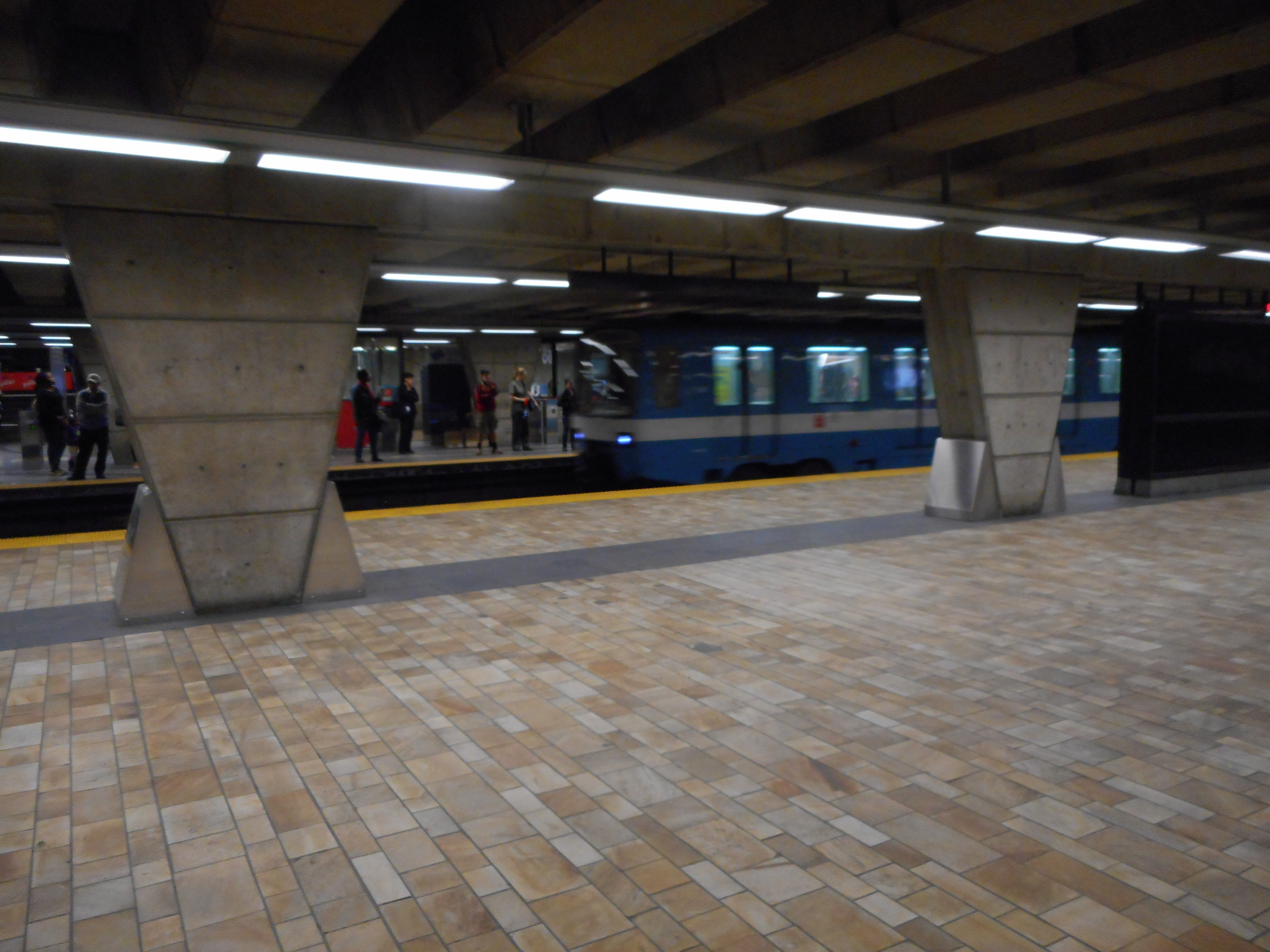
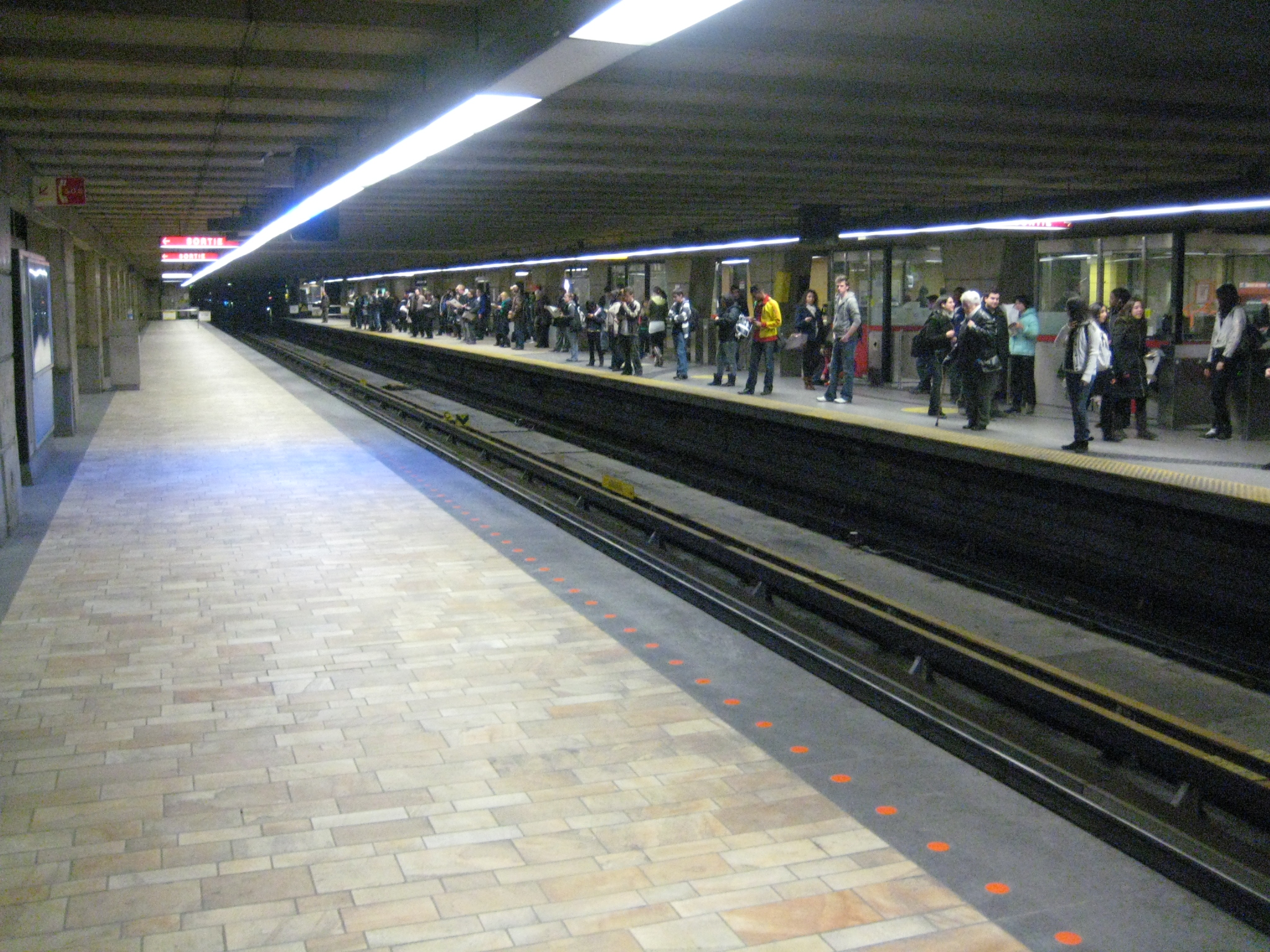
2010.
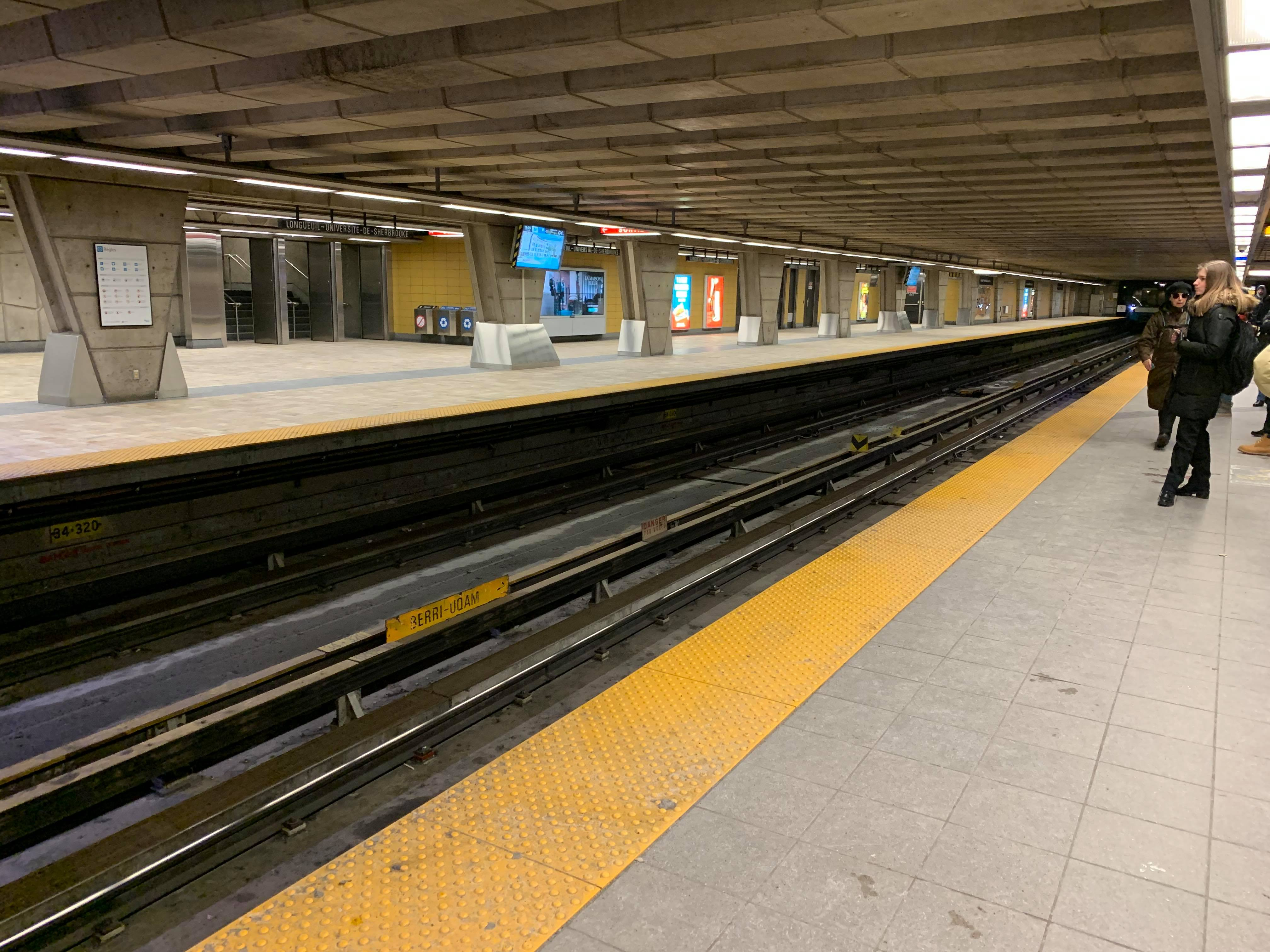
2020.

### Intermodalité
Les correspondances par autobus s'effectuent au terminus Longueuil, où des autobus urbains du Réseau de transport de Longueuil et d'Exo ainsi que des autobus interurbains y effectuent un arrêt.

## À proximité
- Université de Sherbrooke (Campus de Longueuil)
- Cégep Édouard-Montpetit
- Place Longueuil
- Collège régional Champlain de Saint-Lambert